# Valentin Friedland

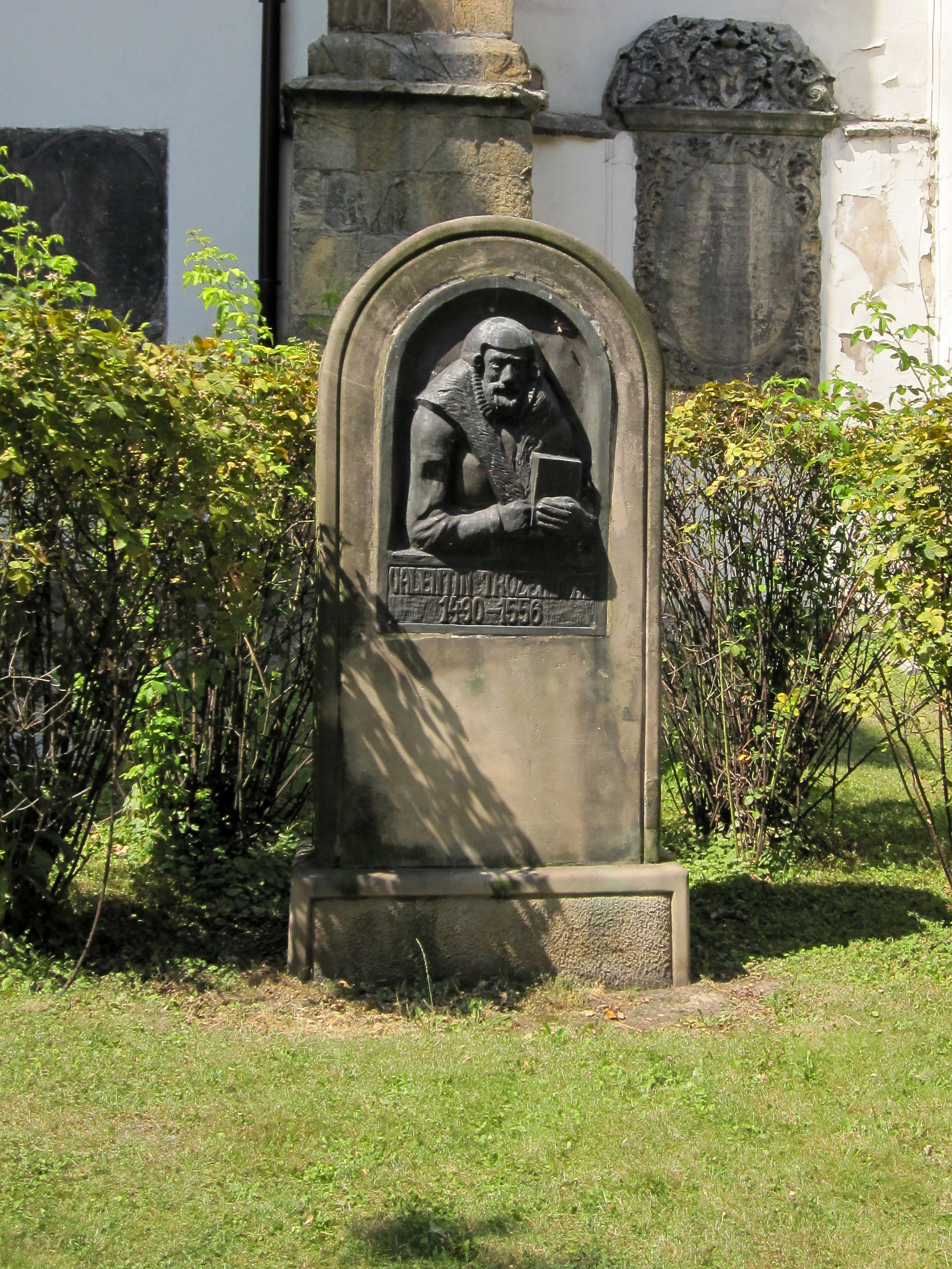
Denkmal in Goldberg

Valentin Friedland genannt Trozendorf (* 14. Februar 1490 in Troitschendorf bei Görlitz, Oberlausitz, Krone Böhmen; † 26. April 1556 in Liegnitz, Herzogtum Liegnitz) war ein humanistischer Schulmann und Gründer sowie Rektor des ersten Humanistischen Gymnasiums in Goldberg.

## Leben
Valentin Friedland genannt Trozendorf, nach seinem Geburtsort Troitschendorf, besuchte die Schule zu Görlitz, studierte an der Universität Leipzig und kam 1515 als Lehrer wieder nach Görlitz, wo er die Kenntnis des Griechischen verbreitete. Luthers Auftreten bewog ihn, sein Amt niederzulegen und 1518 nach Wittenberg zu gehen, wo er sich den Reformatoren – namentlich Philipp Melanchthon – anschloss.
1523 folgte er dem Ruf als Rektor der Lateinschule bzw. des Humanistischen Gymnasiums zu Goldberg im Herzogtum Liegnitz. 1527 berief ihn Herzog Friedrich II. an die von ihm begründete protestantische Universität Liegnitz, an der u. a. auch der Humanist Valentin Krautwald und kurzzeitig Johann Sigismund Werner lehrten. Nach der Auflösung der Universität ging er 1529 wieder nach Wittenberg, 1531 zum zweiten Mal nach Goldberg. Unter seiner 33-jährigen Leitung gelangte die Schule daselbst zu europäischer Berühmtheit. Ausschließliche Unterrichts- und Umgangssprache war das Lateinische.
Der Schulcoetus war nach dem Muster der römischen Republik organisiert: da gab es Konsuln, Senatoren, Censuren, Quästoren und Komitien; über dem ganzen kleinen Staat stand Trotzendorf selbst als gestrenger Dictator perpetuus. Melanchthon meinte, er sei „zum Rektor geboren wie der ältere Scipio Africanus zum Feldherrn“. Als das Goldberger Schulhaus 1554 abbrannte, zog er mit seiner Schule nach Liegnitz.

## Werke
- Catechesis scholae Goldbergensis. Wittenberg 1558.
- Precationes Valentini Trocendorfii, recitatae in schola Goltbergensi, anno proximo ante mortem ex eius ore exceptae, et editae. Crato, Wittenberg 1564.
- Rosarium scholae Trocedorfii contectum ex rosis decerptis ex Paradiso Domini Crato, Wittenberg 1565 (Digitalisat).
- (Mit Lorenz Hartranfft) Ware Christliche und glimpffliche Widerlegung des Jrthumbs der Schwenckfelder. Mit erklerung vieler schöner Sprüche heiliger Schrifft, Auch ablenung vornemer Argument oder Einreden, welche wider die Krafft vnd Wirckung des H. Geistes im Predig-Ampt gebraucht werden. Fritsch, Görlitz 1578 (Digitalisat).
- Catechismus sampt einem Christlichen schönen Rosario für die studierende Jugent zum Goldberg. Richtzenhan, Jena 1578 (Digitalisat).
- Methodi doctrinae catecheticae scholae Goldbergensi. Rhamba, Görlitz 1595.
- Compendium praeceptionum grammaticarum Philippi Melanchthonis in usum Scholae Gorlicensis. Gnorismata regularum in syntaxi, & formae applicandi exempla. Rhamba, Görlitz 1614.
- Der Rosenkrantz dess Herrn, V. Trocendorfii. Mit einem Beicht Büchlein, für die Kinder unnd Leyen. Lauer, Nürnberg 1617 (Digitalisat).